# Otto den segerrike av Braunschweig-Lüneburg
Otto II "den segerrike", Otto "der Siegreiche", född 1438/1439, död 1471, var hertig av Braunschweig-Lüneburg 1464–1471. Son till hertig Fredrik II av Braunschweig-Lüneburg (död 1478) och Magdalena av Brandenburg (död 1454).
Otto gifte sig i Celle 1467 med Anna av Nassau-Dietz (1441–1513/1514). Paret fick sonen Henrik den mellerste av Braunschweig-Lüneburg (1468–1532), hertig av Braunschweig-Lüneburg